# Lotononis florifera
Lotononis florifera är en ärtväxtart som beskrevs av Dummer. Lotononis florifera ingår i släktet Lotononis och familjen ärtväxter. Inga underarter finns listade i Catalogue of Life.